# Petite rue des Secours
La petite rue des Secours (en néerlandais : Korte Hulpstraat) est une petite rue bruxelloise à cheval sur la commune de Saint-Josse-ten-Noode et la commune de Schaerbeek.
Elle relie la rue des Secours (Saint-Josse) et la rue de la Chaumière (Schaerbeek).
Les habitations se limitent aux numéros 3 et 4.
Elle se nommait jadis impasse du Secours et fut ouverte pour relier la rue des Secours à la rue de la Chaumière.